# Le Piolit
Der Le Piolit ist ein 2464 m hoher Berg in den Dauphiné-Alpen in Frankreich. Er befindet sich in der Nähe von Gap im Département Hautes-Alpes.

## Routen zum Gipfel
Talorte sind Ancelle und Chorges in der Nähe von Gap.
Von Ancelle aus beginnen Routen beim Parking Rouanne Haute (1640 m) und bei Le Gourgeon (1460 m), die in Richtung Osten über unbefestigte Wege erreichbar sind. Vom Parking Rouanne Haute aus führt ein Bergweg in südöstlicher Richtung über Clot de Nais (1860 m) und La Chabane (2030 m) sowie den Wegpunkt La Plaine (2040 m) zunächst zum Col de Chorges (2249 m). Von dort führt ein Bergpfad nach Westen auf den Le Piolit.
Die Route von Le Gourgeon aus führt auf einem Bergweg über die Wegpunkte Bois de Mondas (1760 m) und Cabane de la Selle (1990 m) zunächst zum Col de la Pourrachiére (2173 m). Von dort kann der Le Piolit entweder direkt in südlicher Richtung erreicht werden (unmarkierte Route Bonaparré) oder weiter auf dem markierten Bergpfad zunächst im Bogen nach Osten über La Plaine und dann nach Süden über den Col de Chorges.
Eine weitere Route führt vom Parkplatz Pont du Sapet (1640 m), der am Ende einer Schotterstraße, die von der Passstraße südlich vom Col de Moissière abzweigt, gelegen ist, über die Westflanke auf den Piolit.